# Simon Tsotang Maine
Simon Tsotang Maine (ur. 10 sierpnia 1974 w Ha Molengoane) – lesotyjski lekkoatleta, długodystansowiec, olimpijczyk.
Reprezentował Lesotho na igrzyskach olimpijskich 2008 w Pekinie w biegu maratońskim. Biegu tego nie ukończył. Podczas ceremonii otwarcia był chorążym ekipy i niósł flagę narodową.
W 2004 wziął udział w mistrzostwach świata w półmaratonie w Nowym Delhi, gdzie z czasem 1:11:08 zajął 62. miejsce.

## Rekordy życiowe
| Dystans    | Wynik (s) | Miejsce        | Data           |
| ---------- | --------- | -------------- | -------------- |
| półmaraton | 1:07:04   |                |                |
| maraton    | 2:14:42   | Port Elizabeth | 10 lutego 2007 |